# Курочка Влад Андрійович
Влад Андрійович Курочка (нар. 30 квітня 1999, Коломия, Івано-Франківська область) — український танцюрист, хореограф.

## Життєпис
Народився 30 квітня 1999 року в м. Коломия Івано-Франківської області. Батько — Андрій Миколайович Курочка, мати — Ольга Вікторівна Курочка.
З 2006 по 2015 рік навчався в Коломийській ЗОШ № 8[джерело?].
З 2012 року навчався брейкінгу в коломийському гуртку Василя Рожко.
З 2015 по 2019 роки навчався у Коломийському педагогічному фаховому коледжі за спеціальністю «хореографія» та «вчитель початкових класів».
З 2019 по 2021 роки навчався в Прикарпатському національному університеті імені Василя Стефаника за спеціалізацією «фізичне виховання»[джерело?].
Бере участь в благодійних проєктах.
Проживає в Коломиї та Києві.

## Танцювальна творчість
З 2014 року бере участь у танцювальних батлах серед юніорів. З 2017 року активно бере участь у танцювальних конкурсах та творчих проектах.
У 2017 році бере участь у телевізійному проекті «Танцюють всі!», де займає друге місце.
Переможець міжнародних танцювальних чемпіонатів, в соло та командних змаганнях, в Польщі, Румунії, Словаччині, Угорщині та Україні.
З 2022 року співпрацює з проектами Kalush та Kalush Orchestra.

### Євробачення
14 травня 2022 року Влад Курочка у складі гурту Kalush Orchestra, який стає переможцем пісенного конкурсу «Євробачення», виконує хореографічну партію у пісні «Стефанія».